# Magnus Petersson
Magnus Petersson (Göteborg, 17 giugno 1975) è un ex arciere svedese.

## Palmarès

### Olimpiadi
- 1 medaglia:
  - 1 argento (Atlanta 1996 nell'individuale)